# Улица Захарова (Минск)
Улица Захарова — улица в Партизанском районе Минска.
Идёт от Площади Победы (проспекта Независимости) до улицы Смоленской.

### Перекрёстки
- с проспектом Независимости (Площадь Победы)
- с улицей Румянцева
- с Войсковым переулком
- с Броневым переулком
- с улицей Первомайской (с трамвайными путями)
- с улицей Змитрока Бядули
- с улицей Азгура
- со Слесарной улицей
- с Соломенной улицей
- с Нагорной улицей
- с Андреевской улицей
- со Смоленской улицей

## Название
Улица Захарова в Минске названа в честь политика, участника Великой Отечественной войны Ивана Антоновича Захарова (бел. Івана Антонавіча Захарава, 1898—1944).

### Прежние названия
До мая 1947 года от современной улицы Румянцева до железнодорожного полотна именовалась Провиантской, восточную часть нынешней улицы Захарова, называли Сторожёвской улицей, а позже — Сторожёвским тупиком.

## Объекты, представляющие историко-культурную ценность
- Дом 19 по ул. Захарова
- Дом 23 по ул. Захарова
- Дом 25 по ул. Захарова
- Дом 27 по ул. Захарова
- Дом 28 по ул. Захарова
- Дом 31 по ул. Захарова
- Дом 30 по ул. Захарова
- Дом 44 по ул. Захарова

## Мемориальные таблички
- Алексей Константинович Глебов
- Николай Владиславович Смольский
- Лариса Помпеевна Александровская

## Парки и скверы
- Сквер имени Симона Боливара

## Предприятия, организации и бизнес-точки
- МТБанк (ул. Захарова, 17 (проспект Независимости, 40))
- Авиакассы (ул. Захарова, 17 (проспект Независимости, 40))
- ID Bar (ул. Захарова, 19)
- кафе Моби Дик (ул. Захарова 24)
- Аптека № 18 РУП «Белфармация» (ул. Захарова, 23)
- Медицинский центр «Анализ Мед» (ул. Захарова, 50Д)
- Станция скорой помощи (ул. Захарова, 52, корп. 1)
- Стоматологическая поликлиника № 9 (ул. Захарова, 52, корп. 2)
- Администрация Партизанского района города Минска (ул. Захарова, 53)
- Белтелеком (ул. Захарова, 55; ул. Захарова, 57)
  - Столовая Белтелеком (ул. Захарова, 55)
- ГИАЦ Министерства образования Республики Беларусь (ул. Захарова, 59)
  - Научно-педагогическая библиотека (ул. Захарова, 59ж ликвидирована)
- Аптека № 47 РУП «Белфармация» (ул. Захарова, 67, корп. 2)
- Посольство Литвы в Минске (ул. Захарова, 68)
- Минскдрев
- Автомойка «Мойка-Р»
- Автомастерская «Евромеханика»
- Шиномонтаж

### Учебные заведения
- Минский государственный лингвистический университет (ул. Захарова, 21 (ул. Румянцева, 10))
- ГУО «Детская хореографическая школа искусств № 2 г. Минска» (ул. Захарова, 50Б)
- ГУО «Гимназия № 7 г. Минска» (ул. Захарова, 58)[1]
- Минская школа киноискусства[2]
- Детский сад № 239 (ул. Захарова, 61А)
- Детский сад № 260 (ул. Захарова, 62)